# Notre-Dame-du-Parc
Notre-Dame-du-Parc é uma comuna francesa na região administrativa da Normandia, no departamento de Sena Marítimo. Estende-se por uma área de 3,02 km². Em 2010 a comuna tinha 183 habitantes (densidade: 60,6 hab./km²).